# Silly-la-Poterie
Silly-la-Poterie – miejscowość i gmina we Francji, w regionie Hauts-de-France, w departamencie Aisne.
Według danych na styczeń 2014 roku gminę zamieszkiwały 132 osoby, a gęstość zaludnienia wynosiła 56,9 osób/km².